# Manor Ground
Manor Ground – nieistniejący stadion piłkarski w Plumstead w południowo-wschodnim Londynie, który w latach 1888–1890 i 1893–1913 był stadionem domowym klubu początkowo znanego jako Royal Arsenal, zaś w 1891 przemianowanego na Woolwich Arsenal. Po opuszczeniu Manor Ground klub przeniósł się w inną część Londynu, na Arsenal Stadium w Highbury i wkrótce zmienił swą nazwę na Arsenal Football Club.